# James White Cloud
James White Cloud o The-gro-wo-nung (1840-1940) fou un cabdill ioway, fill del cap Frank White Cloud (el jove Ma-Has Kah, mort pels pawnee el 1851). Estudià a la missió i el 1861 va lluitar amb els Unionistes a la Guerra civil americana. Del 1865 al 1940 fou cap de la tribu Iowa. El 1938 fou rebut pel president Franklin D. Roosevelt com a veterà supervivent de la guerra Civil.